# 萩原健一
萩原健一（日语：／ Hagiwara Ken'ichi，1950年7月26日—2019年3月26日），本名萩原敬三，是日本男演员、前歌手（The Tempters樂團的前成员），出生于埼玉县与野市（现埼玉市）。昵称「小健」（日语：ショーケン）。在樂團解散后转行成为演员，參與多部電影與電視劇演出，代表作品包括1972年在日本电视台电视剧《向太陽怒吼！》中飾演的刑警早見淳，以及1974年《傷痕累累的天使》中的木暮修等角色。

## 影响
给松田优作等当时的年轻演员和下一代演员们带来了很大的影响。另外，萩原健一即兴表演的演技也对前田吟这样的年长的共演者产生了影响。此外，小堺一机、隧道二人组、DOWN TOWN等喜剧演员和山口隆等音乐家也受到了萩原健一的影响。

## 外部連結
- 萩原健一在互联网电影资料库（IMDb）上的資料（英文）